# U 20 (U-Boot, 1974)
U 20 (Schiffskennung S 199) war ein U-Boot der Klasse 206, das von 1974 bis 1996 im Dienst der Bundesmarine war.

## Geschichte
Das Boot wurde von den Rheinstahl-Nordseewerken in Emden gebaut und als Baunummer 444 am 3. September 1971 auf Kiel gelegt. Der Stapellauf erfolgte am 16. Januar 1973. Nach Abschluss der Erprobungen wurde U 20 am 24. Mai 1974 für das 3. Ubootgeschwader im Kranzfelder Hafen in Dienst gestellt. Patenstadt wurde das baden-württembergische Engen, dessen Stadtwappen sich im Bootswappen widerspiegelte.
U 20 gehörte nicht zu den Booten, die im Rahmen einer Kampfwertsteigerung zur Klasse 206 A umgerüstet worden sind und so wurde es am 1. April 1988 dem 1. Ubootgeschwader im Marinestützpunkt Kiel unterstellt.
Seinen letzten Einsatz hatte das Boot 1994, danach lag es nur noch im Marinearsenal Kiel, größtenteils ohne Besatzung. Für die Überführungsfahrt zur Außerdienststellung musste deshalb eine Mannschaft von anderen Booten zusammengestellt werden. Am 26. September 1996 wurde U 20, nach U 27 als zweites Boot seiner Klasse, an der Wiesbadenbrücke außer Dienst gestellt. Der Zustand des Bootes war nach der langen Liegezeit sehr überholungsbedürftig und so kam der Verkauf an eine andere Marine nicht in Betracht. Es wurde über die Vebeg an die Abbruchunion Bochum verkauft. Der Turm wurde 2001 in Stockach in das Kunstwerk „Der Traum eines Seemanns“ integriert.

## Kommandanten
Die Kommandanten des Unterseebootes U 20 (S199) waren:
| Dienstgrad       | Name       |
| ---------------- | ---------- |
| Kapitänleutnant  | Bodendieck |
| Kapitänleutnant  | Schell     |
| Kapitänleutnant  | Röder      |
| Kapitänleutnant  | Wallner    |
| Kapitänleutnant  | Belau      |
| Korvettenkapitän | Lotz       |
| Korvettenkapitän | Jeschke    |
| Kapitänleutnant  | Plettau    |
| Kapitänleutnant  | Faermann   |